# Georychus capensis
Georychus capensis és una espècie de mamífer rosegador de la família dels batièrgids (rates talp). És endèmica de Sud-àfrica. Es tracta d'un animal de vida subterrània. Els seus hàbitats naturals són les zones sorrenques situades al llarg de rius o als montans. És una espècie en risc mínim, és a dir, no sembla que hi hagi cap amenaça significativa per a la seva supervivència.
El seu nom específic, capensis, significa «oriünd del Cap».